# Ли, Борис
Борис Ли, неофициальное отчество — Михайлович (7 февраля 1927 года, деревня Фроловка, Сучанский район, Владивостокский округ, Дальневосточный край — 27 августа 2003 года, Дустабад, Узбекистан) — звеньевой колхоза имени Ворошилова Нижне-Чирчикского района Ташкентской области, Узбекская ССР. Герой Социалистического Труда (1951).

## Биография
Родился в 1927 году в крестьянской семье в деревне Фроловка Сучанского района.
В 1937 году вместе с родителями депортирован на спецпоселение в Ташкентскую область. Трудился рядовым колхозником, звеньевым в колхозе имени Ворошилова Нижне-Чирчикского района. В 1943 году получил неполное среднее образование, окончив семь классов в Каталинском районе. Потом переехал в Нижне-Чирчикский район Ташкентской области. До 1944 года трудился рядовым колхозником в колхозе «Новый путь» Нижне-Чирчикского района. В последующие годы работал рядовым колхозником, трактористом в колхозе имени Сталина Янги-Юльского района (1944—1947), рабочим подсобного хозяйства воинской части в Ташкентской области (1948—1949). С 1950 года — рядовой колхозник, звеньевой полеводческого звена колхоза имени Ворошилова (позднее — имени Кирова) Нижне-Чирчикского района.
В 1950 году звено Бориса Ли получило в среднем по 106,6 центнера зеленцового стебля кенафа с каждого гектара на участке площадью в 4 гектара. Указом Президиума Верховного Совета СССР от 17 июля 1951 года удостоен звания Героя Социалистического Труда с вручением ордена Ленина и золотой медали «Серп и Молот».
В 1951 году вступил в КПСС. В 1973 году окончил Ташкентский сельскохозяйственный институт, после которого трудился главным агрономом в колхозе имени Кирова Нижне-Чирчикского района. Потом — главный агроном колхоза «Гулистан» Галабинского района Ташкентской области (1977—1979), заведующий отделением колхоза «Новая жизнь» Галабинского района (1979—1987).
После выхода на пенсию проживал в посёлке Солдатский (сегодня — город Дустабад) Куйичирчикского района. Персональный пенсионер союзного значения.
Скончался в августе 2003 года. Похоронен на городском кладбище Дустабада. 